# Dosyteusz Kijowski
Dosyteusz, imię świeckie nieznane (zm. najprawdopodobniej 14 września?/25 września 1777 lub 15 września?/26 września 1777 w Kijowie) – rosyjski mnich prawosławny związany z Pustelnią Kitajewską w Kijowie, uważany za życia za świętego starca, w 1993 kanonizowany przez Ukraiński Kościół Prawosławny Patriarchatu Moskiewskiego.
W 1873 po raz pierwszy w żywocie Dosyteusza, którego osobę otaczał nieformalny kult, podano, iż w rzeczywistości był on kobietą, riazańską szlachcianką Darią Tiapkiną, prowadzącą życie pustelnicze w męskim przebraniu. Mimo braku dowodów na poparcie takiej tezy (Dosyteusz w dokumentach opisywany jest wyłącznie jako mnich, mężczyzna) od tej pory była ona wielokrotnie powtarzana w żywotach publikowanych przez instytucje cerkiewne. Autorka biogramu Dosyteusza w Prawosławnej Encikłopiediji uznaje jednak taką wersję jego życia za wątpliwą legendę.

## Życiorys
O życiu Dosyteusza istnieje niewiele pewnych informacji. Jedyne przekazy dotyczące jego życia przed osiedleniem się w Kijowie pochodzą z anonimowego żywota spisanego krótko po śmierci mnicha. Według tego tekstu, opublikowanego w 1884 przez A. Łaszkiewicza, Dosyteusz pochodził z "wielkoruskiej" rodziny chłopskiej i zbiegł z pierwotnego miejsca zamieszkania, by wstąpić do monasteru. Dotarł do Kijowa, lecz jako zbiegły poddany nie mógł legalnie zostać mnichem. W tej sytuacji sam wykopał pieczarę w pobliżu Pustelni Kitajewskiej i prowadził tam życie pustelnicze bez postrzyżyn mniszych.
Pierwsza wzmianka o Dosyteuszu w dokumentach pochodzi z 1744. W wymienionym roku generał-gubernator kijowski M. Leontjew dowiadywał się, u kogo spowiadają się i przyjmują Komunię Świętą Dosyteusz i Gabriel, którzy żyją "przy Pustelni Kitajewskiej". W tym samym roku w Kijowie przebywała caryca Elżbieta Romanowa, która według anonimowego żywota Dosyteusza rozmawiała z nim i poleciła udzielić mu postrzyżyn mniszych w riasofor. Miały one miejsce już następnego dnia. W czasie wizyty w Kijowie caryca mieszkała w domu przełożonego Ławry Pieczerskiej, więc nie jest wykluczone, że dowiedziała się o pustelniku. Opowieść o spotkaniu Elżbiety z pustelnikiem podał w 1756 historyk Wiktor Askoczenski, powołując się na źródła z archiwum Ławry. Według niego, caryca poleciła przyjąć do monasteru nie Dosyteusza, który był już mnichem, a innego pustelnika, zbiegłego chłopa Gawriiła. Dosyteuszowi wręczyła natomiast pieniądze, których ten nie przyjął. Zostały one wykorzystane na budowę nowej cerkwi w Kijowie.

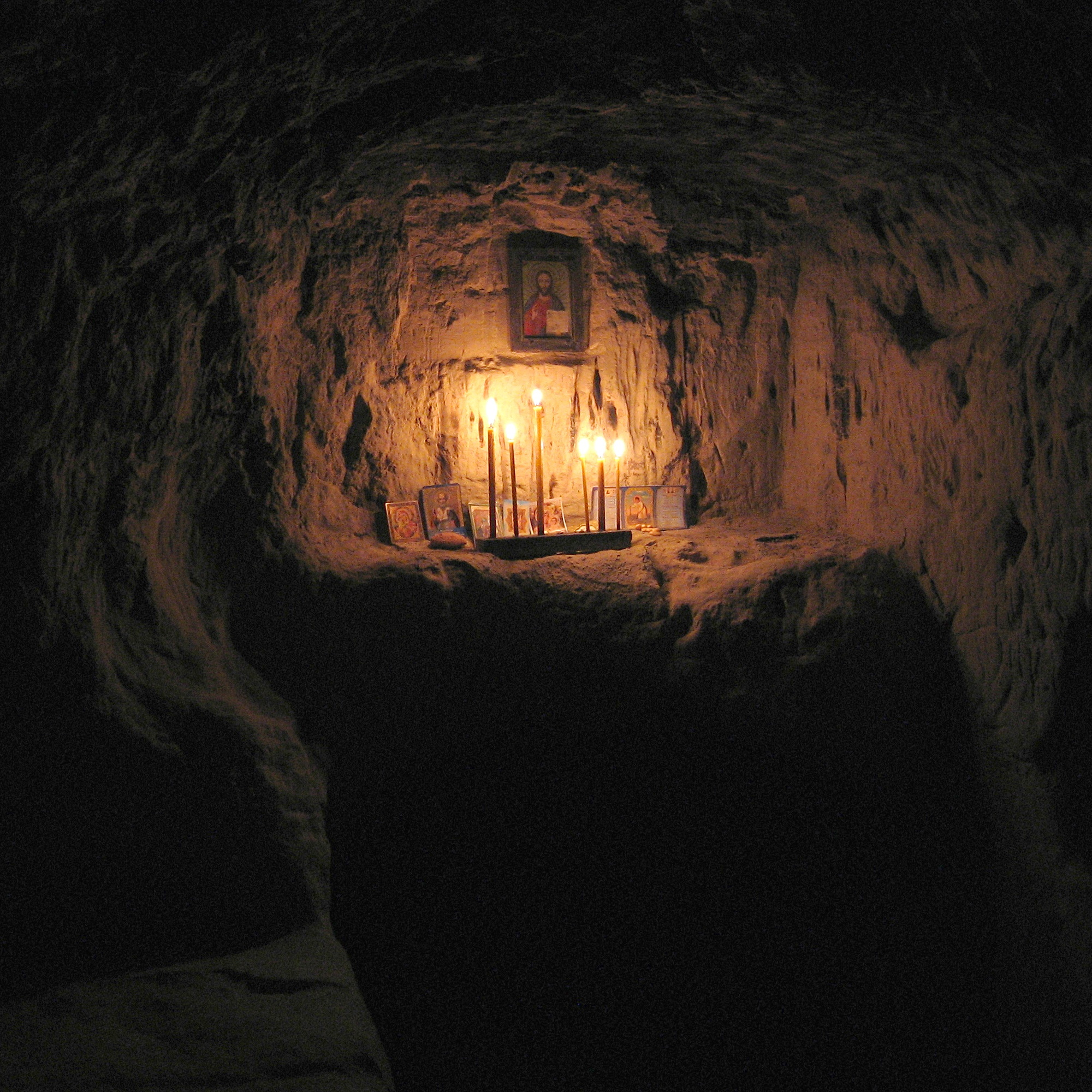
Skalna cela pustelnicza w monasterze Trójcy Świętej. Dosyteusz żył w podobnym miejscu być może nawet ok. 20 lat

Prawdopodobnie po wprowadzeniu zakazu życia pustelniczego poza monasterami Dosyteusz przeniósł się do Ławry Pieczerskiej i osiedlił się w pobliżu Dalekich Pieczar. W 1760 wykaz mnichów monasteru wskazuje osobę żyjącego w tym miejscu riasofornego mnicha (inoka) o tym imieniu. W 1766 cieszył się już znaczną popularnością i szacunkiem. Wierni uważali go za świętego starca, przybywali do niego pielgrzymi także spoza Kijowa. W wymienionym roku Dosyteusz musiał wrócić do Pustelni Kitajewskiej, gdyż na jego działalność poskarżył się Fiodor Sawicz. Według jego relacji, Dosyteusz przepowiedział jego żonie wstąpienie do monasteru, po czym kobieta opuściła rodzinę i zamieszkała w monasterze św. Flora w Kijowie. Władze duchowne przeprowadziły w sprawie Dosyteusza postępowanie. Przesłuchiwany mnich twierdził, że nigdy nie nakłaniał małżonki Sawicza do porzucenia męża. Być może duchowny proponował obojgu małżonkom dobrowolny rozwód i podjęcie życia zakonnego w różnych klasztorach, został jednak źle zrozumiany. Dosyteusz był niepiśmienny, co odnotowano w dokumentach postępowania. W jego zastępstwie złożone zeznania podpisał kancelista Ławry. Władze duchowne zakończyły postępowanie decyzją o przeniesieniu Dosyteusza na powrót do Pustelni Kitajewskiej. Nakazano mu także przerwanie życia pustelniczego i zamieszkanie w celi, obok innych mnichów, jak również regularny udział w nabożeństwach cerkiewnych razem ze wspólnotą. Mnich zobowiązał się również do rezygnacji z wygłaszania proroctw i prywatnych rozmów z wiernymi. Z osobami świeckimi miał rozmawiać odtąd wyłącznie w obecności innego duchownego. Zupełnie inaczej przedstawiono całą sprawę w anonimowym żywocie, gdzie stwierdzono, że mnich wrócił do pustelni w 1774, gdy stosowne polecenie wydał przełożonemu Ławry Pieczerskiej metropolita kijowski Gabriel. Anonimowy autor utrzymywał także, że Dosyteusz nadal żył w samotności, w oddzielnej celi.
Podawane były różne daty śmierci mnicha – w 1775 (anonimowy żywot, według którego duchowny zmarł w wieku blisko stu lat), 1778 (wydany w 1873 Pateryk Sołowiecki, gdzie zapisano, że Dosyteusz miał ok. 53 lat), 1776 (napis na nagrobku mnicha zacytowany przez metropolitę kijowskiego Eugeniusza w opisie Ławry Pieczerskiej), 1776 lub 1778 (dokumentacja pogrzebów mnichów w archiwum monasteru). Również w archiwum monasterskim zapisano, że o śmierci Dosyteusza poinformował namiestnika Ławry Pieczerskiej archimandrytę Zozyma posłusznik Grigorij Czerniewski w dniu 26 września 1777, co czyni datę 1777 najbardziej prawdopodobną. Archiwum Ławry wskazuje, że Dosyteusza pochowano po lewej stronie głównej cerkwi Pustelni Kitajewskiej.
W 1845 opublikowany został napisany przez rosyjskich uczniów Paisjusza Wieliczkowskiego Żywot pustelnika Teofana. Jego główny bohater, mnich z Kijowa, miał w młodości być osobistym służką (cs. kielejnikiem) Dosyteusza i to z jego błogosławieństwa dołączył go grupy mołdawskich mnichów, których opiekunem duchowym był Paisjusz. W żywocie stwierdzono, że Teofan spędził pewien czas w Mołdawii, po czym wrócił do Kijowa i zdążył jeszcze spotkać się z Dosyteuszem przed jego śmiercią w 1778. Następnie zaś wyjechał do Monasteru Sołowieckiego. Żywot Teofana z 1845 nie przetrwał w oryginale i znany jest z przekazu Popowa z 1910. W 1849 postać Dosyteusza pojawiła się w żywocie zmarłego w 1833 Serafina z Sarowa, spisanym przez mnicha Joazafa z monasteru w Sarowie. Wskazano w nim, że to Dosyteusz polecił Prochorowi Moszninowi, przyszłemu mnichowi Serafinowi, podjąć życie zakonne w Sarowie.

### Opowieść o pustelniku-kobiecie

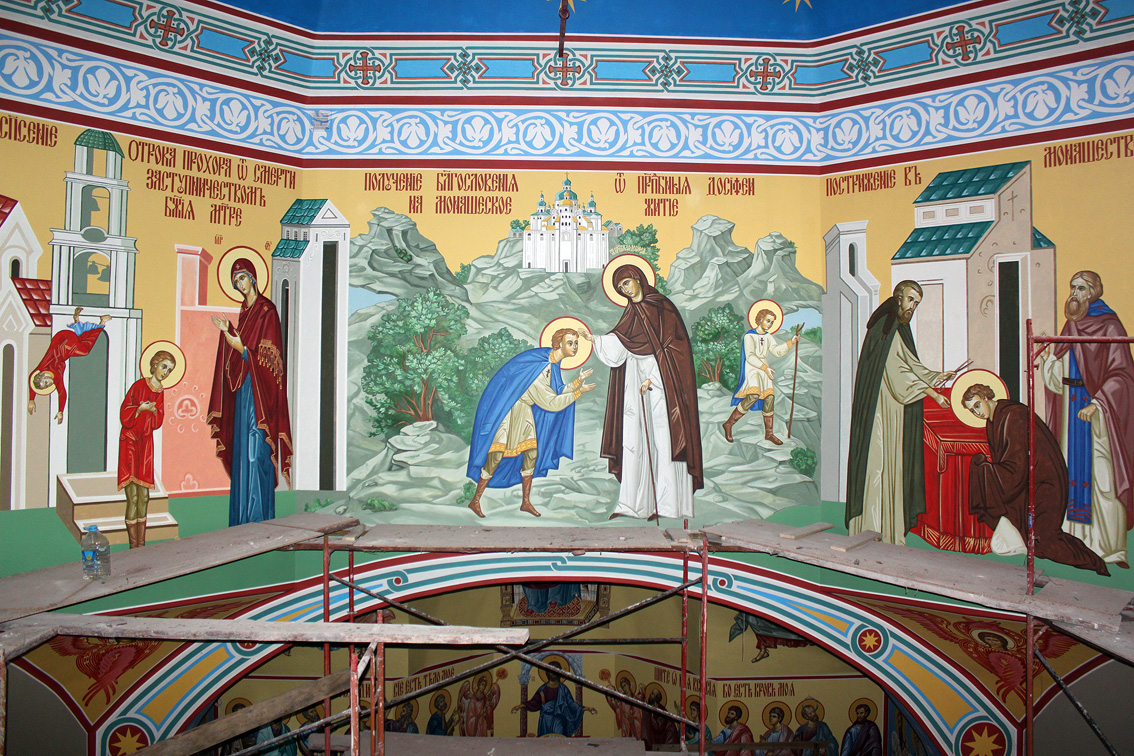
Freski ukazujące życie Serafina z Sarowa w cerkwi pod jego wezwaniem w Kijowie. Centralna scena ukazuje moment udzielenia przyszłemu mnichowi przez Dosyteę – kobietę – błogosławieństwa na wstąpienie do monasteru

W późniejszej literaturze hagiograficznej, dotyczącej Dosyteusza, powtarza się opowieść, jakoby starzec był w rzeczywistości kobietą. Pierwszy raz taką wersję wydarzeń podał Pateryk Sołowiecki wydany w 1873, w żywocie mnicha Teofana – służki Dosyteusza i ucznia Paisjusza Wieliczkowskiego. Autor żywota stwierdził, że po śmierci Dosyteusza okazało się, że pustelnicze życie w szatach mnicha prowadziła w rzeczywistości Daria Tiapkina, szlachcianka z Riazania. W Pateryku Sołowieckim zapisano, że Tiapkina jako dziecko żyła w monasterze Wniebowstąpienia Pańskiego w Moskwie razem ze swoją babką, mniszką Porfirią. Kiedy opuściła klasztor, nie potrafiła przyzwyczaić się do życia świeckiego i jako piętnastolatka uciekła z domu, po czym wstąpiła do Ławry Troicko-Siergijewskiej, udając młodzieńca. Kiedy jej siostra i matka, odwiedzając monaster, zauważyły podobnego do zaginionej krewnej mnicha, Daria Tiapkina zbiegła z ławry i udała się do Kijowa. Dwadzieścia lat później ponownie doszło do spotkania sióstr, tym razem w Pustelni Kitajewskiej. Daria Tiapkina była już wtedy uważana za świętego starca i odbyła rozmowę z siostrą, nie ujawniając swojej tożsamości, ani nie pokazując twarzy. 
Historia o kobiecie-pustelniku, nosząca wyraźne pokrewieństwo z motywem przewijającym się w literaturze i hagiografii, nie została w Pateryku Sołowieckim poparta żadnymi dowodami. Mimo to na początku XX wieku powtórzył ją, uzupełniając o nowe szczegóły (zaczerpnięte z anonimowego żywota oraz ze wspomnień), Władimir Znosko, posłusznik Ławry Pieczerskiej. Według Znoski, Dosyteusz, nazywany "riasofornym mnichem-panną", był pierwszym duchowym nauczycielem św. Serafina z Sarowa. Znosko dodał również nieobecną w Pateryku Sołowieckim informację, jakoby siostra Darii Tiapkiny, już po śmierci Dosyteusza, bez wątpliwości rozpoznała w nim zaginioną krewną. Posłusznik utrzymywał ponadto, jakoby pustelnik zapisał przed śmiercią polecenie dla innych mnichów, by pochowali jego ciało, nie przygotowując go w żaden sposób do pogrzebu. Informacji o kartce z takim zapisem, jaką według Znoski odnaleziono przy zmarłym, nie podawały żadne wcześniejsze źródła. Nawiązaniem do wersji, jakoby Dosyteusz był kobietą, stanowił także jego nagrobny portret sporządzony przed 1880 przez Jelenę Bierdiajewą. Ukazano na nim starca w szatach schimnicha, z pomarszczoną twarzą, ale bez brody.
Opowieść tę powtórzył w wydanych na emigracji Wspomnieniach o Ławrze Kijowsko-Pieczerskiej I. Nikodimow. Dodał on do istniejących wcześniej przekazów o życiu Dosyteusza informację, jakoby po śmierci mnisi, wbrew ostatniej woli pustelnika, postanowili jednak ubrać jego ciało w nowe szaty i wtedy przekonali się o jego prawdziwej płci. Nikodimow błędnie utrzymywał także, jakoby na nagrobku mnicha nazwano go "Dosyteuszem-panną", podczas gdy w rzeczywistości (jak podawał metropolita Eugeniusz, a za nim Władimir Znosko) na kamieniu nagrobnym znajdowało się jedynie zdanie "1776 roku września 25 umarł Dosyteusz". Miejsce pochówku mnicha nie zachowało się w niezmienionym stanie, gdyż monasterski cmentarz został zniszczony po zamknięciu wspólnoty przez władze bolszewickie. Nagrobek znajdujący się w miejscu, gdzie według tradycji złożono jego ciało, wykonano dopiero w latach 90. XX wieku. Imię mnicha zapisano na nim w formie męskiej.
Nadal publikowane są żywoty mnicha (mniszki Dosytei), w których powtarza się opowieść o kobiecie-pustelniku. Znane są ikony ukazujące ją w ten sposób. W 1994 Wydział Wydawniczy Ukraińskiego Kościoła Prawosławnego Patriarchatu Moskiewskiego przedrukował żywot Władimira Znoski. Niektóre źródła przywołujące historię o "mniszce Dosytei" dodają, że wzorem dla kobiety podającej się za mnicha były święte Maria Egipcjanka i Eufrozyna Aleksandryjska, które w podobnych okolicznościach wstąpiły do monasterów.

## Kult
W 1993 Sobór Ukraińskiego Kościoła Prawosławnego Patriarchatu Moskiewskiego kanonizował Dosyteusza, wyznaczając wspomnienie liturgiczne na 25 września (jako najbardziej prawdopodobną rocznicę śmierci). W akcie kanonizacyjnym świętego określono jako riasofornego mnicha Dosyteusza, a jego kultowi nadano charakter lokalny (w eparchii kijowskiej). Razem z Dosyteuszem kanonizowani zostali inni mnisi związani z kijowskimi monasterami: Teofil, Parteniusz, Aleksy i jurodiwy Paisjusz. Wszystkich zaliczono również do Soboru Świętych Kijowsko-Pieczerskich. Główną podstawą dla kanonizacji Dosyteusza był fakt, że w XIX w. i XX w. istniał wokół jego osoby nieformalny kult.